# Sommieria leucophylla
Sommieria es un género con una única especie de planta perteneciente a la familia  de las palmeras (Arecaceae): Sommieria leucophylla Becc.. Es endémica de Nueva Guinea y el este de Indonesia donde crecen en el sotobosque de la selva tropical. Se asemejan a las palmas Asterogyne , pero están más estrechamente relacionados con los miembros del género Heterospathe, con tallos cortos e inflorescencias poco ramificadas.

## Descripción
Es una planta solitaria, cuyo tronco puede o no elevarse sobre el nivel del suelo.  El peciolo es corto y tiene numerosas hojas que le proporciona una corona completa, cada hoja es indivisa, irregularmente dividida, o profundamente bífida, con vainas densamente tomentosas que se desintegran en una masa de fibras en la base.  La inflorescencia es interfoliar y se erige sobre el final de las hojas y ramas. El pedúnculo es largo y delgado. 
Las flores masculinas son asimétricas y se disponen en tríadas, con tres sépalos y pétalos. Hay alrededor de 60 estambres con filamentos muy cortos.  Las flores  femeninas son más grandes que las masculinas. 

## Distribución y hábitat
Se encuentra en la isla de Nueva Guinea, donde se limita al sotobosque de la densa selva tropical. Allí crecen en constante sombra o con la luz filtrada, con una alta humedad y precipitaciones regulares.  No son comúnmente cultivados y no tienen usos conocidos.

## Taxonomía
Sommieria leucophylla fue descrito por Odoardo Beccari  y publicado en Malesia Raccolta ... 1: 67. 1877.
Etimología
Sommieria: nombre genérico que  rinde homenaje a Stephen Sommier, botánico italiano (1842-1922).
leucophylla: epíteto latino que significa "con hojas blancas".
Sinonimia
- Sommieria elegans Becc. 1877
- Sommieria affinis Becc. 1914.[5]